# Новомилетский сельский округ
Новомилетский сельский округ — упразднённая административно-территориальная единица, существовавшая на территории Балашихинского района Московской области в 1994—2003 годах.
Милетский сельсовет был образован в первые годы советской власти. По данным 1919 года он входил в состав Васильевской волости Богородского уезда Московской губернии.
В 1923 году из Милетского с/с был выделен Русавкино-Поповщинский с/с.
4 декабря 1925 года Милетский с/с был переименован в Новомилетский сельсовет.
По данным 1926 года в состав сельсовета входили село Старый Милет и деревня Новый Милет.
В 1929 году Новомилетский с/с был отнесён к Реутовскому району Московского округа Московской области. При этом к нему были присоединены Русавкино-Поповщинский и Русавкино-Романовский с/с.
19 мая 1941 года Реутовский район был переименован в Балашихинский.
14 июня 1954 года к Новомилетскому с/с были присоединены Дятловский, Полтевский и Соболихо-Пуршевский сельсоветы.
Решением исполкома Моссовета и Мособлисполкома от 28 июля 1960 года и Указом Президиума Верховного Совета от 18 августа 1960 года Новомилетский с/с был передан в Щёлковский район.
30 декабря 1962 года Щёлковский район был упразднён и Новомилетский с/с вошёл в Мытищинский сельский район. 
21 ноября 1964 года Мытищинский сельский район был переименован в Мытищинский, в состав которого вошёл и Новомилетский с/с.
11 января 1965 года Новомилетский с/с был возвращён в восстановленный Балашихинский район, но с подчинением Балашихинскому городскому Совету депутатов трудящихся и его исполнительному комитету.
30 июня 1969 года из Новомилетского с/с в Черновский были переданы селения Дятловка и Полтево.
3 февраля 1994 года Новомилетский с/с был преобразован в Новомилетский сельский округ.
15 октября 2003 года Новомилетский с/о был упразднён. При этом его территория (селения Новый Милет, Пуршево, Русавкино-Поповщино, Русавкино-Романово и Соболиха) была передана в Черновской сельский округ.